# Dacus macer
Dacus macer är en tvåvingeart som beskrevs av Mario Bezzi 1919. Dacus macer ingår i släktet Dacus och familjen borrflugor. Inga underarter finns listade i Catalogue of Life.